# Wapen van Tlaxcala

Wapen van Tlaxcala

Het wapen van Tlaxcala is het officiële symbool van de Mexicaanse staat Tlaxcala. Het werd in 1535 door keizer Karel V verleend aan de staatshoofdstad Tlaxcala de Xicoténcatl en werd later ook het wapen van de staat zelf. De stad heeft inmiddels een ander wapen.
Het wapen bestaat enkel uit een schild, met centraal daarop een kasteel als symbool van Castilië. Vanaf dit kasteel wappert de oude vlag van Asturië. In de bovenhoeken van het schild staan de letters I en F als verwijzing naar Isabella van Castilië en Ferdinand II van Aragón, die door hun huwelijk ervoor zorgden dat Spanje onder één vorstenpaar werd verenigd. De daadwerkelijke samenvoeging van beide landen zou pas onder Karel V gebeuren, waarnaar de letter K verwijst.
Onder in het schild staan twee schedels en twee botten als symbolen van de dood; aan de zijkanten twee bladeren als symbolen van triomf en glorie.
Het wapen staat centraal in de vlag van Tlaxcala.